# سیارک ۱۹۷۷۰۷
سیارک ۱۹۷۷۰۷ (به انگلیسی: 197707 Paulnohr، نامگذاری:2004PN) صد و نود و هفت هزار و هفتصد و هفتمین سیارک کشف شده‌است که در ۵ اوت ۲۰۰۴ کشف شد.